# الحصن التاسع

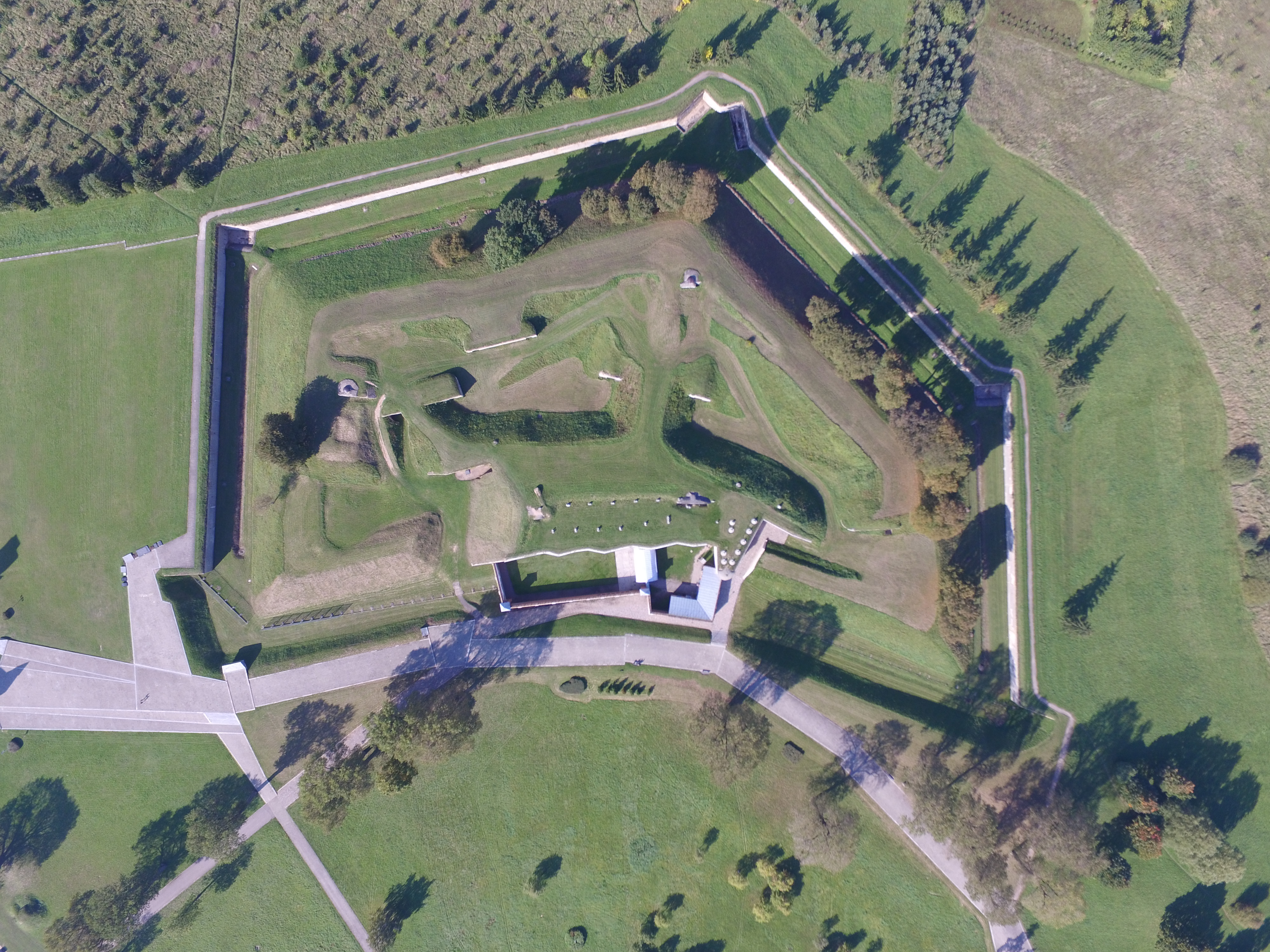
المنظر الجوي للحصن التاسع

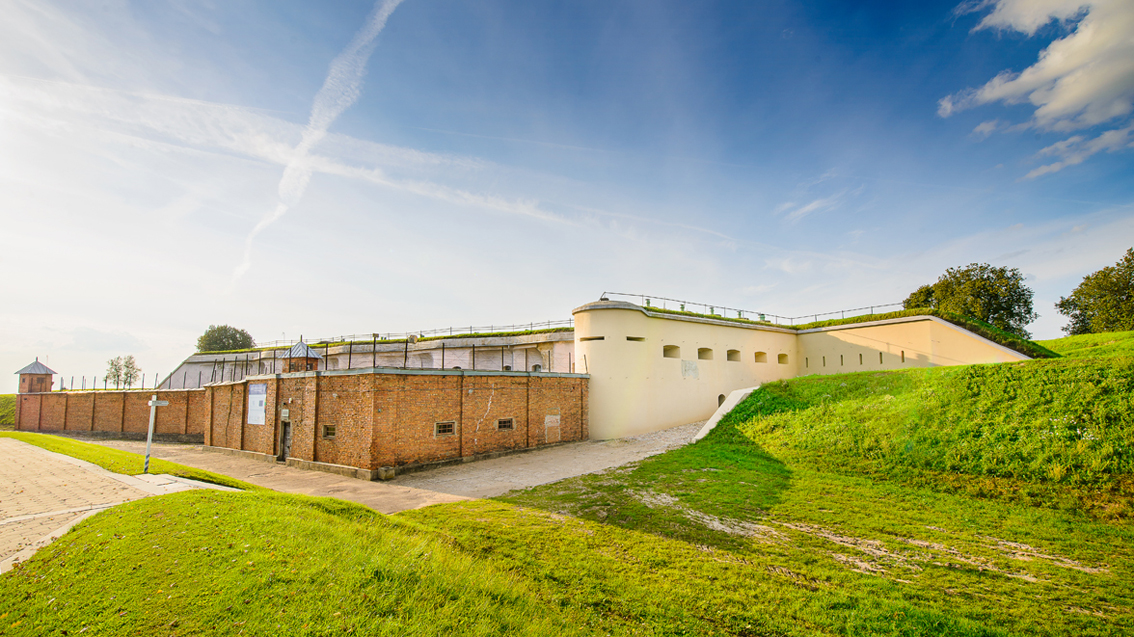
الحصن التاسع المُعاد بناؤه

الحصن التاسع (الليتوانية: Devintas Fortas) هو حصن يقع في الجزء الشمالي من مقاطعة شيليناي، كاوناس، ليتوانيا. وهو جزء من حصن كاوناس، الذي بُني في أواخر القرن التاسع عشر. خلال الاحتلال السوفيتي، استُخدم الحصن كسجن ومحطة للسجناء الذين يُنقلون إلى معسكرات العمل. بعد احتلال ألمانيا النازية لليتوانيا، استُخدم الحصن كمكان لإعدام اليهود والأسرى السوفييت وغيرهم. 

## التاريخ

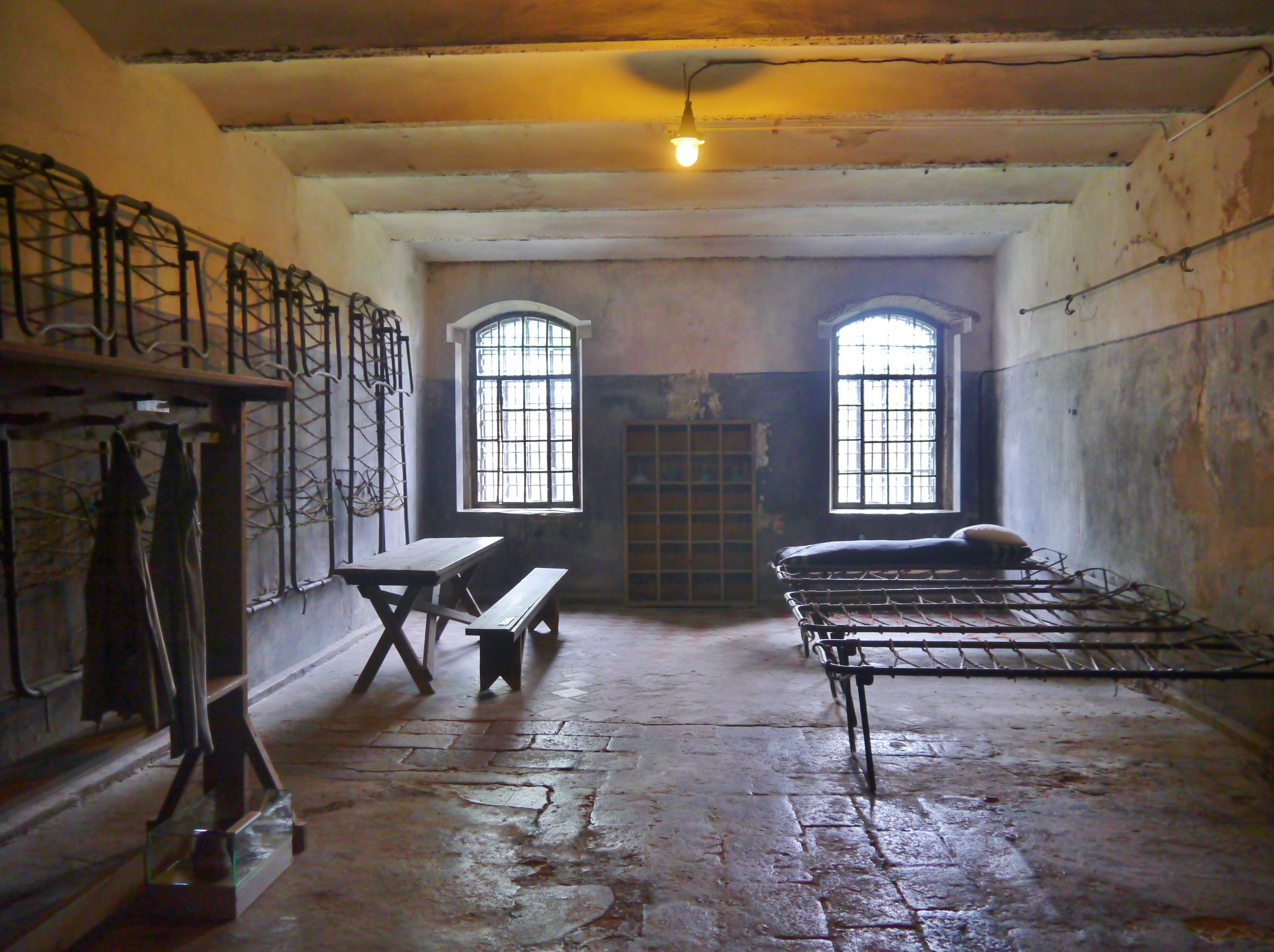
زنزانة السجن

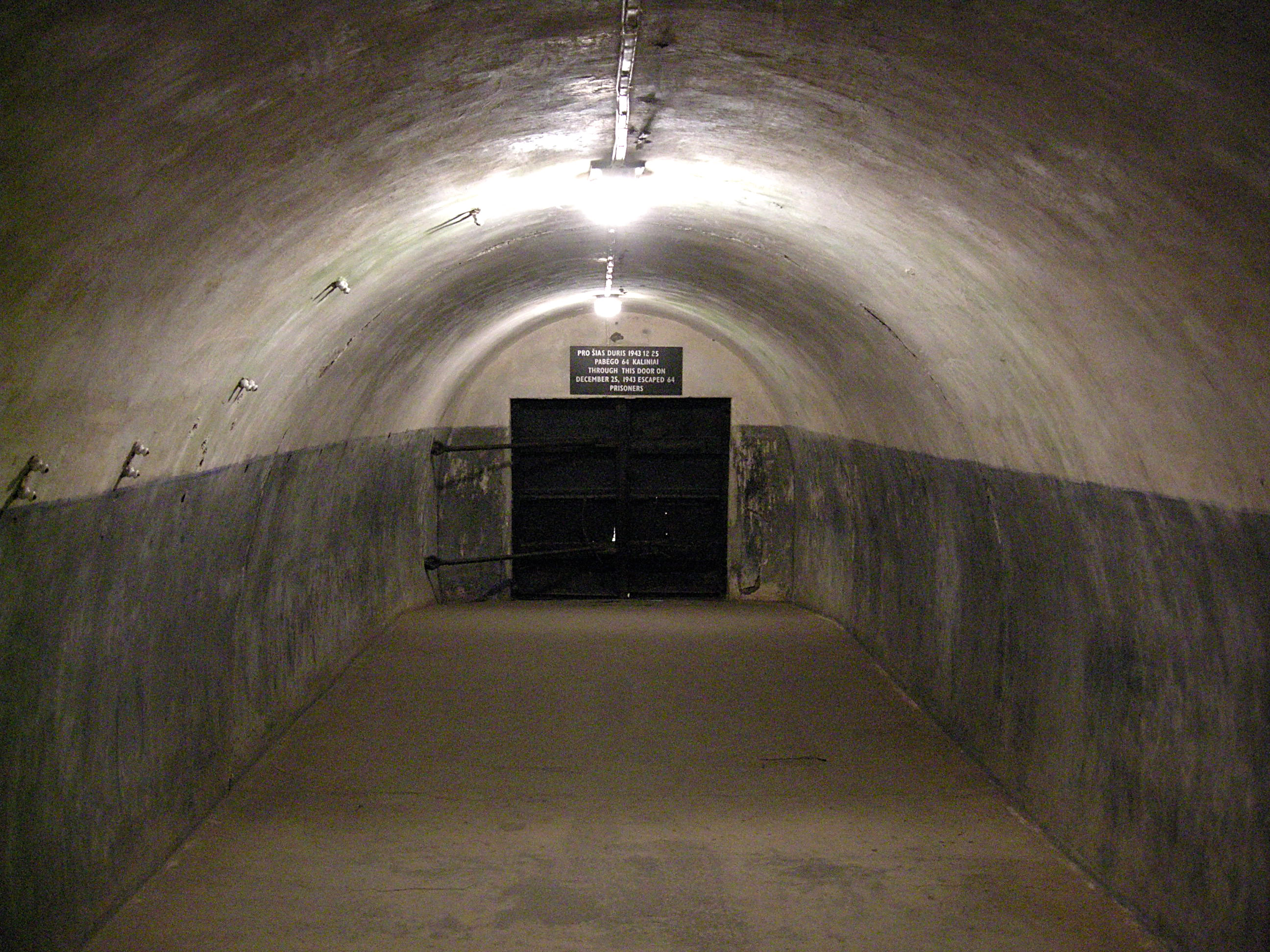
ومن خلال هذا الباب، هرب 64 سجينًا في 25 ديسمبر عام 1943

في نهاية القرن التاسع عشر، حُصِّنت مدينة كاوناس، وبحلول عام 1890، أصبحت مُطوَّقة بثمانية حصون وتسع بطاريات مدفعية. بدأ بناء الحصن التاسع (الذي أصبح اسمه مُشتقًا من اسمه الحالي) عام 1902، واكتمل وقت الحرب العالمية الأولى. ومنذ عام 1924، استُخدم الحصن كسجن كاوناس.
خلال الاحتلال السوفييتي بين عام 1940 و1941، استُخدم الحصن من قبل جهاز الأمن السوفيتي لإيواء السجناء السياسيين في انتظار نقلهم إلى معسكرات العمل القسري في  جولاج.
خلال الاحتلال النازي، كان الحصن مكانًا للقتل الجماعي وتم نقل ما بين 45,000 إلى 50,000 يهودي، معظمهم كانوا من كاوناس و غيتو كوفنو إلى الحصن التاسع وقتَلهم النازيون والمتعاونون الليتوانيون فيما أصبح يُعرف بمذبحة كاوناس.
كان الحاخام إلخونون واسرمان من بارانوفيتش من أبرز الضحايا. إضافةً إلى ذلك، جُلب يهود من أماكن بعيدة كفرنسا والنمسا وألمانيا إلى كاوناس خلال الاحتلال النازي، وأُعدموا في الحصن. في عام 1943، شكّل الألمان فِرقًا يهودية خاصة لحفر مقابر جماعية وحرق الجثث المتبقية. تمكنت فرقة مكونة من 64 شخصًا من الفرار من الحصن عام 1944. في ذلك العام، ومع تقدم السوفييت، دمّر الألمان الحي اليهودي وما كان يُعرف آنذاك ب«حصن الموت». ووزّع السجناء على معسكرات أخرى. بعد الحرب العالمية الثانية، استخدم السوفييت الحصن سجنًا لعدة سنوات. من عام 1948 إلى عام 1958، أُديرت منظمات المزارعين من الحصن التاسع.
في عام 1958، أُنشئ متحف في الحصن التاسع. وفي عام 1959، أُعدّ معرض في أربع زنزانات، يروي جرائم الحرب النازية التي ارتُكبت في ليتوانيا. وفي عام 1960، بدأ اكتشاف مواقع القتل الجماعي المحلية وفهرستها والتحقيق الجنائي فيها.